# Paus Shenouda III van Alexandrië
Paus Shenouda III  (Arabisch: البابا شنوده الثالث بابا الإسكندرية وبطريرك الكرازة الممرقسية) (Abnoub, Assioet, 3 augustus 1923 - Caïro, 17 maart 2012), geboren als Nazir Gayed Roufial (نظير جيد روفائيل) was de 117e patriarch en paus van de Koptisch-Orthodoxe Kerk van Alexandrië. Hij was het hoofd van 76 bisschoppen die samen de Heilige Synode vormen. Tevens was hij de primus inter pares van de Oriëntaals-orthodoxe kerken.

## Leven
Na zijn afstuderen aan de Faculteit der letteren aan de Universiteit van Caïro (Geschiedenis) en aan de Koptisch Theologische Hogeschool, was hij een aantal jaren leraar op een middelbare school en heeft in die tijd zijn dienstplicht vervuld als officier in het Egyptische leger. In dezelfde tijd was hij werkzaam als journalist en leraar op een zondagsschool. Tegelijkertijd volgde hij post-academische cursussen in Archeologie en Klassieke talen aan de Universiteit van Caïro. Toen hij 26 jaar oud was werd hij, als student, aan de Koptisch Theologische Hogeschool benoemd vanwege zijn uitmuntende resultaten. 
In 1954 trok hij zich terug in het Syrisch klooster in Wadi Natroen in de Westerse woestijn, als monnik met de naam Antonius El Souriany. Hij werd een tijd bibliothecaris van het klooster en een jaar later werd hij tot priester gewijd. Daarna werd hij van 1956 tot 1962 kluizenaar en wijdde zijn leven aan gebed, contemplatie en vasten in een uiterst sobere stijl. Op 30 september 1962 werd hij door paus Cyrillus VI als bisschop Shenouda tot deken van de Koptisch Theologische Hogeschool benoemd, en de zorg voor het landelijk koptisch-christelijk onderwijs, als algemeen bisschop voor geloofsopvoeding en theologisch onderwijs, werd aan hem toevertrouwd. Op 14 november 1971 werd hij geïntroniseerd tot 117e patriarch en paus van Alexandrië.
Na zijn benoeming tot patriarch bezocht Shenouda III de hoofden van alle Orthodoxe Kerken en Oriëntaals-orthodoxe kerken. Hij was in mei 1973 een week de gast van paus Paulus VI in Rome, ter gelegenheid van de herdenking van de 1600e sterfdag van de Heilige Athanasius van Alexandrië. Bij deze gelegenheid werd door de twee pausen een gemeenschappelijke verklaring ondertekend betreffende de geloofsbasis van beide Apostolische Kerken.
Als zeer sterke persoonlijkheid stond hij midden in een politiek krachtenveld in Egypte van extreem-islamitische tendensen en andere religieuze spanningen. De passieve reactie van president Anwar Sadat op deze nieuwe ontwikkelingen leidde tot een alsmaar groeiend conflict tussen de patriarch en de president. In 1981 kwam het tot een totale breuk en werd hij door president Sadat, die hem niet langer erkende als patriarch, onder huisarrest geplaatst en verbannen naar het Sint-Bishoy klooster in de Wadi Natroen woestijn. Een maand later werd Sadat vermoord door dezelfde islamitische extremisten. 
De nieuwe president, Hosni Moebarak, herstelde, in stappen, de paus in zijn ambt en Shenouda III werd toegestaan uit zijn ballingsoord terug te keren naar Caïro.
Na zijn definitieve vrijlating in 1985 ging hij zich meer dan voorheen bezighouden met oecumenische contacten en maakte hij veel reizen naar koptische gemeenschappen in het buitenland, waaronder Nederland in 1992,1994 en 2010.
Toen tijdens de Arabische Lente begin 2011 een demonstratieve sit-in van Kopten werd gehouden om meer rechten voor christenen af te dwingen, liet Shenouda hen de actie afbreken en naar huis gaan. Hij leed toen al enige jaren aan een nierkwaal, en overleed op 17 maart 2012 op 88-jarige leeftijd. 

## Onderscheiding
In 2000 ontving hij de Madanjeet Singh-prijs van de UNESCO die wordt uitgereikt aan personen en organisaties die een buitengewone prestatie hebben geleverd in de bevordering van tolerantie en geweldloosheid.

## Publicaties
- Brood uit de woestijn (Kampen: Kok, 1988), ISBN 90 242 4689 X.
- "Wacht op God" (St. Koptisch Orthodoxe Kerk, Nederland, september 1994).
- "Het Leven van Geloof" (St. Koptisch Orthodoxe Kerk, Nederland, september 1994), ISBN 977-5088-10-0.
- "Heer....Waarom? (overwegingen bij Psalm 3)" (St. Koptisch Orthodoxe Kerk, Nederland, oktober 1995), ISBN 90-75620-01-2 NUGI 632.
- "De Gekruisigde Liefde" (St. Koptisch Orthodoxe Kerk, Nederland, oktober 1995), ISBN 90-75620-02-0 NUGI 632.
- "Tien Begrippen (nader gedefinieerd)" (St. Koptisch Orthodoxe Kerk, Nederland, november 1995), ISBN 90-75620-03-9 NUGI 632.
- "De Verlossing....Hoe? (Het Orthodox begrip)" (St. Koptisch Orthodoxe Kerk, Nederland, september 1996), ISBN 90-75620-04-7 NUGI 632.
- "Jona...Een Profeet (Bezinningen in het boek van Jona)" (St. Koptisch Orthodoxe Kerk, Nederland, november 1996), ISBN 90-75620-05-5 NUGI 632.
- "Waarin geloven wij..." (St. Koptisch Orthodoxe Kerk, Nederland, november 1999).
- "De bevrijding van de Geest" (St. Koptisch Orthodoxe Kerk, Nederland, januari 2000).

Marcus I · Anianus · Avilius · Kedron · Primus · Justus · Eumenes · Marcianus · Celadion · Agrippinus · Julianus · Demetrius · Heraclas · Dionysius · Maximus · Theonas · Petrus I · Achillas · Alexander I · Athanasius · Petrus II · Timoteüs I · Theophilus · Cyrillus I · Dioscorus I · Timoteüs II · Petrus III · Athanasius II · Johannes I · Johannes II · Dioscorus II · Timoteüs III · Theodosius I · Doroteüs · Damianus · Anastasius · Andronicus · Benjamin I · Agatho · Johannes III · Isaak · Simeon I · Alexander II · Cosmas I · Theodosius II · Michaël I · Mina I · Johannes IV · Marcus II · Jacobus · Simeon II · Jozef I · Michaël II · Cosmas II · Sjenoeda I · Michaël III · Gabriël I · Cosmas III · Macarius I · Theofilus II · Mina II · Abraham · Filoteüs · Zacharias · Sjenoeda II · Christodulus · Cyrillus II · Michaël IV · Macarius II · Gabriël II · Michaël V · Johannes V · Marcus III · Johannes VI · Cyrillus III · Athanasius III · Johannes VII · Gabriël III · Johannes VII · Theodosius III · Johannes VIII · Johannes IX · Benjamin II · Petrus V · Marcus IV · Johannes X · Gabriël IV · Matteüs I · Gabriël V · Johannes XI · Matteüs II · Gabriël VI · Michaël VI · Johannes XII · Johannes XIII · Gabriël VII · Johannes XIV · Gabriël VIII · Marcus V · Johannes XV · Matteüs III · Marcus VI · Matteüs IV · Johannes XVI · Petrus VI · Johannes XVII · Marcus VII · Johannes XVIII · Marcus VIII · Petrus VII · Cyrillus IV · Demetrius II · Cyrillus V · Johannes XIX · Macarius III · Jozef II · Cyrillus VI · Sjenoeda III · Theodorus II